# Radim Grussmann
Radim Grussmann (27. června 1989, Ostrava) je český fotbalový trenér, někdejší fotbalový záložník.

## Klubová kariéra
Grussmann je odchovancem Baníku Ostrava. Na začátku své kariéry prošel kluby jako Vítkovice, FK Frýdek-Místek či Fotbal Fulnek. Zahrál si ještě třetí ligu v dresu Hlučína a s Pustou Polomí vyhrál krajský přebor.
V létě 2012 nastoupil do střížkovské FK Bohemians Praha. Odehrál zde celkem 20 zápasů a připsal si dva góly.
V Opavě byl na testech již v roce 2012, avšak se nedohodli na částce za přestup. Dne 27. září přestoupil do SFC nastálo, nejdříve však jen na hostování. S Opavou dokráčel do finále českého poháru, taktéž s ní oslavil postup do Fortuna ligy. V roce 2017 krátce hostoval ve Frýdku.
V roce 2018 odešel do švýcarského čtvrtoligového FC Naters. Po třech měsících si přivodil těžké zranění a tak odehrál pouze tři zápasy.
Jako hráč v sezoně 2024/25 působí ve Slavii Píšť.

## Trenérská kariéra
Od roku 2023 je asistentem trenéra v MFK Karviná, trénoval tým U19 a rezervu. Na jaře 2024 dočasně převzal ve dvojici s Markem Bielanem hlavní tým, kde od léta 2024 pokračují jako asistenti trenéra Hyského.

## Osobní život
Je synem bývalého fotbalisty a trenéra Aloise Grussmanna.